# Pekarska proporcija
Pekarska proporcija je metoda notacije koja pokazuje proporciju sastojaka relativno na brašno i koja se koristi u receptima za izradu hleba, torti, pogačica, i drugih peciva. Ona se isto tako nazvia pekarskom matematikom, a može se naznačiti izrazom kao što je na osnovu težine brašna. Ona se ponekad naziva formulom postotka, što je fraza koja se odnosi na zbir skupa pekarskih proporcija. Pekarska proporcija izražava odnos u procentima težine svakog sastojka i ukupne težine brašna:
{\displaystyle {\text{Pekarska proporcija}}_{\text{sastojak}}=100\%\times {\frac {{\text{Težina}}_{\text{sastojak}}}{{\text{Težina}}_{\text{brašno}}}}}
Na primer, u receptu koji zahteva 10 kilograma brašna i 5 kilograma vode, korespondirajuće pekarske proporcije su 100% za brašno i 50% za vodu. Pošto su ti procenti navedeni u odnosu na težinu brašna, a ne u odnosu na težinu svih sastojaka, zbir ovih procenata uvek prelazi 100%.
Alternativna upotreba pekarske proporcije je u određivanju količine sastojaka koje je potrebno dodati brašnu da bi se dobio hleb željene težine. U ovom slučaju proporcija daje odnos prinosa gotovog proizvoda (pgp), mase brašna (mb) i masa gotovog proizvoda. Prinos gotovog proizvoda se kreće od 125-142% i pomoću njega i mase gotovog proizvoda može se izračunati potrebna količina brašna za pravljenje hleba.
{\displaystyle {\text{Prinos gotovog proizvoda}}=100\%\times {\frac {{\text{Težina}}_{\text{proizvod}}}{{\text{Težina}}_{\text{brašno}}}}}
Na primer za hleb od 500g sa prinosom gotovog proizvoda od 125%, bilo bi potrebno 400 grama brašna. Sve ostale sirovine se dodaju proporcijom u kojoj je brašno 100%. Njihove tipične proporcije su:
- So: 1-2%, maksimalno 3% kod lisnatog testa
- Voda: 50-55%
- Šećer: 3-5%
- Ulje: 2-5%
- Kvasac:3-5%

Recepti zasnovani na brašnu su precizno izraženi kao pekarske proporcije. Oni se tačnije mere korišćenjem težine umesto zapremine. Neizvesnost pri korištenju zapreminskih merenja proizlazi iz činjenice da se brašno sleže u skladištu i stoga nema konstantnu gustinu.

## Napomene
1. ↑  Postoje izvesne nejasnoća u pogledu upotrebe izraza „procentna formula” u literaturi od svog objavljivanja 2004. godine.[8][9][10]